# 수전전대 쿄류저
수전전대 쿄류저(일본어: 獣電戦隊キョウリュウジャー)는 토에이가 제작한 슈퍼 전대 시리즈의 37번째 작품이다.
2013년 2월 17일부터 2014년 2월9일까지 일본 TV 아사히에서 《특명전대 고버스터즈》의 후속으로 방영이 종료되었다. 공식 공개 전에 개봉한 《특명전대 고버스터즈 VS 해적전대 고카이저 더 무비》에서 카메오로 출연하였다. 한국에서는 2014년 7월 7일 애니박스에, 2014년 7월 9일 챔프와 애니원에서 파워레인저 다이노포스로 방영을 시작되었다. 2017년 2월 27일 역대 시리즈 사상 최초로 한국의 대원미디어와 일본의 토에이, 반다이와의 공동 협약으로 제작되어 후속작이자 한국판 리메이크작인 《파워레인저 다이노포스 브레이브》가 4월 1일 토요일, 첫 방송을 시작하였다. 대한민국 락밴드 체리필터의 리더 겸 기타리스트 정우진의 조카가 좋아하는 파워레인저다. 그리고 한여름 밤의 고백 뮤직비디오에서 골드 다이노 빼고 등장하였다.

## 쿄류저
- 키류 다이고 / 쿄류 레드 → 쿄류 레드 카니발(국내명: 강대성 / 레드 다이노 → 레드 다이노 카니발)
- 이안 요크랜드 / 쿄류 블랙(국내명: 이안 요크랜드 / 블랙 다이노)
- 우도 노부하루 / 쿄류 블루(국내명: 배상춘 / 블루 다이노)
- 릿푸간 소우지 / 쿄류 그린(국내명: 소지후 / 그린 다이노)
- 아미 유즈키 / 쿄류 핑크(국내명: 유아미 / 핑크 다이노)
- 우츠세미마루 / 쿄류 골드(국내명: 검우치 / 골드 다이노) (9회부터 등장)
- 라미레스 / 쿄류 싸이언(국내명: 라미레스 / 싸이언 다이노) (5회부터 등장)
- 텟사이 / 쿄류 그레이(국내명: 황비호 / 그레이 다이노) (17회부터 등장)
- 야요이 우르쉐이드 / 쿄류 바이올렛(국내명: 이리나 울셰이드 / 바이올렛 다이노) (20세 (1993년 출생)) (21회부터 등장)
- 토린 / 쿄류 실버(국내명: 토린 / 실버 다이노) (36회부터 등장)

## 캐스팅
- 키류 다이고(쿄류 레드 → 쿄류 레드 카니발)■ : 류세이 료
- 이안 요크랜드(쿄류 블랙)■ : 사이토 슈스케
- 우도 노부하루(쿄류 블루)■ : 킨죠 야마토
- 릿푸간 소우지(쿄류 그린)■ : 시오노 아키하사
- 아미 유즈키(쿄류 핑크)■ : 콘노 아유리
- 우츠세미마루(쿄류 골드)■ : 마루야마 아츠시
- 라미레스(쿄류 싸이언)■ : 로버트 볼트윈
- 텟사이(쿄류 그레이)■ : 데아이 마사유키
- 닥터 우르쉐이드■ : 치바 시게루
- 야요이 우르쉐이드(쿄류 바이올렛)■ : 이이토요 마리에
- 토린(쿄류 실버)■: 성우 모리카와 토시유키
- 후쿠이 요코■ : 키노시타 아유미
- 백면신관 카오스 : 성우 스고 타카유키
- 분노의 전기 도골드 : 성우 츠루오카 사토시
- 기쁨의 전기 캔드릴라 : 성우 토마츠 하루카
- 슬픔의 전기 아이가론 : 성우 미즈시마 유우
- 즐거움의 밀정 라큐로 : 성우 오리카사 아이
- 영맹의 전기 D(데스류저)■
- 원한의 전기 엔돌프 : 성우 마츠카제 마사야

## 파워레인저 다이노포스 성우진
- 강대성(레드 다이노 → 레드 다이노 카니발) - 김장
- 이안 요크랜드(블랙 다이노) - 이주창
- 배상춘(블루 다이노) - 방성준
- 소지후(그린 다이노) - 이재범
- 유아미(핑크 다이노) - 윤아영
- 검우치(골드 다이노) - 전광주
- 현신 토린(실버 다이노) & 마검신관 매드 토린 - 송준석
- 강단웅 - 이정구
- 닥터 우르쉐이드 & 해설 - 유해무
- 이리나 우르쉐이드(2대 바이올렛 다이노) - 이유리
- 황비호(그레이 다이노) & 황수현 (2대 그레이 다이노) - 이현
- 백면신관 카오스 & 라미레스(시안 다이노) - 안효민
- 배정연 (2대 시안 다이노)- 박고운
- 소유건 - 김태훈
- 젠틀 & 기쁨의 연주자 킬볼레로 - 이인석
- 선우린 - 강시현
- 에리카 스톤스필드 - 문유정
- 고미나 - 김하영
- 구자인 - 이미나
- 분노의 전사 도골드 - 성완경
- 기쁨의 아이돌 캔드릴라 - 김도영
- 즐거움의 스파이 라큐로 - 채민지
- 슬픔의 기사 아이가론 & 박현우 - 신경선
- 이가람 - 채민지
- 원한의 책사 엔돌프 - 이경태
- 데보 귀요미 - 박영남
- 암흑신 데보스 - 강구한
- 슬픔의 지휘자 아이스론도 - 정주원
- 황진상 & 영맹의 D - 김혜성

## 등장 메카

### 수전룡(파워 다이노)
- 가브티라
- 파라사건
- 스테고치
- 작토르
- 드릴케라
- 프테라고돈
- 안키돈
- 붐파키
- 프레즈온
- 브라기가스
- 토바스피노

### 로봇
메인 메카
- 1호 메카 - 쿄류진(티라노킹)
- 2호 메카 - 프테라이덴오(프테라킹)
- 3호 메카 - 프레즈오(프레즈킹)
- 4호 메카 - 기간트 브라기오(기간트 브라기오킹)
- 극장판 메카 - 스피노다이오 (스피노킹)

슈퍼 합체
- 슈퍼 합체 1호 메카 - 라이덴 쿄류진(라이덴 티라노킹)
- 슈퍼 합체 2호 메카 - 바쿠레츠 쿄류진(파워 티라노킹)

궁극 합체
- 궁극 합체 메카 - 기간트 쿄류진(기간트 티라노킹)

## 에피소드
1. BRAVE.01 떴다! 레드 다이노, 킹(でたァーッ! まっかなキング)
2. BRAVE.02 가브린초! 공룡 합체 등장(ガブリンチョ! カミツキがったい)
3. BRAVE.03 날뛰어주마! 참격의 브레이브(あれるぜ! ざんげきのブレイブ)
4. BRAVE.04 꿰뚫어라! 용기의 가브리볼버(うちぬけ! ゆうきのガブリボルバー)
5. BRAVE.05 등장! 충치에 걸린 안키돈(ドゴォーン! ムシバのアンキドン)
6. BRAVE.06 스톱! 노래하는 캔드릴라(ストップ! うたうキャンデリラ)
7. BRAVE.07 분노하라! 킹, 최대의 위기(いかれ! ダイゴのだいピンチ)
8. BRAVE.08 여긴 어디? 미로를 날려버려라(ココドコ? めいろをぶっとばせ)
9. BRAVE.09 최강파워! 프테라킹(メチャつよ! プテライデンオー)
10. BRAVE.10 잔다썬더! 다이노 골드 부활(ザンダーッ! ゴールドふっかつ)
11. BRAVE.11 우치! 쿨한 남자라오(ウッチー! クールでござる)
12. BRAVE.12 날려버리도록 하겠소! 동료가 된 우치(ブットバッソ! せっしゃとキングどの)
13. BRAVE.13 싹뚝! 하트를 지켜라(ジャキリーン! ハートをまもりぬけ)
14. BRAVE.14 위험해! 스피릿 베이스(あぶなァーい! スピリットベース)
15. BRAVE.15 화가 치미는군! 도골드의 야망(はらだたしいぜッ! ドゴルドのやぼう)
16. BRAVE.16 되찾아라! 나의 소중한 보물(モグモグーン! おれのたからもの)
17. BRAVE.17 너무 완고해! 다이노 그레이(ガチだぜ! キョウリュウグレー)
18. BRAVE.18 감 잡았어! 쿵푸 필살권(つかんだッ! カンフーひっさつけん)
19. BRAVE.19 귀여워! 빼앗긴 패밀리(キャワイーン! うばわれたファミリー)
20. BRAVE.20 언럭키! 몬스터가 이뤄준 소원(アンラッキュー! タナバタのタナボタ)
21. BRAVE.21 슈웅! 돌아온 프레즈온(ズオーン! かえってきたプレズオン)
22. BRAVE.22 말도안돼! 데보스 부활(ま・さ・か! デーボスふっかつ)
23. BRAVE.23 일어나라! 파워 티라노킹(たてッ! バクレツキョウリュウジン)
24. BRAVE.24 불타올라라! 7인의 다이노포스(もえろ! 7にんのキョウリュウジャー)
25. BRAVE.25 이게뭐야!? 데보스 군의 악몽(ナニコレ!? デーボスぐんのあくむ)
26. BRAVE.26 깜짝이야! 가브티라 인간(ビックリ! ガブティラにんげん)
27. BRAVE.27 오 페스티바린초! 레드의 엄청난 진화(オ・マツリンチョ! レッドちょうしんか)
28. BRAVE.28 아아 토린! 1억년의 원한(ああトリン! 1おくねんのうらみ)
29. BRAVE.29 대격돌! 춤춰라, 카니발(だいげきとつ! おどれカーニバル)
30. BRAVE.30 손에 넣어라! 가디언즈의 조각(てにいれろ! ガーディアンズのかけら)
31. BRAVE.31 바캉스! 영원한 홀리데이(バーカンス! えいえんのホリデー)
32. BRAVE.32 빅토리! 이번엔 스포츠 승부다(ビクトリー! スポーツしょうぶだ)
33. BRAVE.33 맥시멈! 레이디는 내가 지킨다(マキシマム! レディはおれがまもる)
34. BRAVE.34 부활! 브라기가스 출현(ふっかつ! ブラギガスしゅつげん)
35. BRAVE.35 끝내준다! 기간트 티라노킹(チョーすげぇッ! ギガントキョウリュウジン)
36. BRAVE.36 기가가브린초! 기적의 실버(ギガガブリンチョ! きせきのシルバー)
37. BRAVE.37 복수다! 유령 데보스군(リベンジ! ゆうれいデーボスぐん)
38. BRAVE.38 러브 터치! 너무 아름다운 조리마(らぶタッチ! うつくしすぎるゾーリま)
39. BRAVE.39 모두 모여라! 10대 다이노파워(せいぞろい! 10だいキョウリュウパワー)
40. BRAVE.40 가슴이 뭉클! 배추형은 괴로워(グッとくーる! オッサンはつらいよ)
41. BRAVE.41 가짜산타! 데보스 세계 결전(ヤナサンタ! デーボスせかいけっせん)
42. BRAVE.42 원더풀! 정의의 크리스마스(ワンダホー! せいぎのクリスマス)
43. BRAVE.43 영혼의 검! 울부짖어라 스트레이저(たましいのつるぎ! うなれストレイザー)
44. BRAVE.44 웃고 있는 카오스! 파멸의 카운트다운(わらうカオス! はめつのカウントダウン)
45. BRAVE.45 아버지, 거짓말이죠!? 실버의 최후(うそだろオヤジ!? シルバーのさいご)
46. BRAVE.46 대결투! 사랑과 눈물의 일격(だいけっとう! アイとなみだのいちげき)
47. BRAVE.47 대반격! 최대 최후의 BRAVE(だいはんげき! さいだいさいごのブレイブ)
48. FINAL BRAVE 대폭발! 안녕 다이노포스(だいばくはつ! さよならキョウリュウジャー) (최종회)

## 관련 작품
- 특명전대 고버스터즈 VS 해적전대 고카이저 THE MOVIE - 선행등장
- 가면라이더X슈퍼전대X우주형사 슈퍼 히어로 대전 Z
- 수전전대 쿄류저 THE MOVIE - 부활의 노래
- 수전전대 쿄류저 VS 고버스터즈 공룡대결전 안녕히 영원한 친구여
- 헤이세이 라이더 대 쇼와 라이더 가면라이더 대전 Feat 슈퍼전대
- 돌아온 수전전대 쿄류저 100 YEARS AFTER
- 열차전대 토큐저 VS 쿄류저 THE MOVIE
- 토에이 히어로 넥스트 - 4탄 우리들은 현상금 사냥단
- 파워레인저 다이노포스 브레이브

| 이전 특명전대 고버스터즈 | 제37대 슈퍼 전대 시리즈 2013년 2월 17일 ~ 2014년 2월 9일 | 다음 열차전대 토큐저 |